# Gatka
Gatka (punjabi: ਗਤਕਾ, gatkā) er en nord-indisk sikhisk kampkunst fra Punjab. Den har fælles rødder med Kalarippayattu. De har begge oprindelse i en ældgammel kampkunst, der hedder Shastar Vidyaa. De gamle Vedas kundskaber stammer tilbage fra år 4000 f.kr., men Gatka menes at stamme fra det 16. århundrede.
Gatka er tæt forbundet med rytme-vedas'en, Rag Vidyaa. Typisk udøves benarbejdet og sværdkunsterne til bestemte rytmer. Kunsten kaldes også "Sværdets dans".
Våbnene, der anvendes er:
- Barcha – spyd
- Chakra – kasteskive
- Dahl – skjold
- Gurj – scepterlignende våben
- Kaman – bue
- Katha – dobbeltægget daggert
- Khunda – dobbeltægget sværd
- Kirpan – traditionel daggert
- Lathi – mandshøj stav
- Marati – træningsstav
- Soti – træningsstav
- Tabar – økse
- Talwar – krumsabel
- Tir – pile